# GeForce 100系列
GeForce 100系列是NVIDIA的第九代GeForce顯示晶片，皆為GeForce 9系列重新更名而成，規格基本與對應的GeForce 9系列產品相同，全系列僅提供於預先建置（OEM）系統中，而不會在零售市場出現。

## 產品型號
- 桌面平臺
  - GeForce G100 - GeForce 9300的更名產品，G98核心。只有8個流處理器。顯示核心頻率是567MHz，顯示記憶體頻率是1000MHz，頻寬是64位，採用512MB DDR2。
  - GeForce GT120 - GeForce 9500 GT的更名產品，G96核心。有32個流處理器。但顯示核心頻率是500MHz，顯示記憶體頻率是1000MHz，頻寬是128位，採用512MB GDDR3。
  - GeForce GT130 - G94核心，有48個流處理器，顯示核心頻率是500MHz，顯示記憶體頻率是1000MHz，頻寬是192位，採用768MB DDR2。
  - GeForce GT140 - GeForce 9600 GT的更名產品，G94核心。有64個流處理器。但顯示核心頻率是600MHz，顯示記憶體頻率是1800MHz，頻寬是256位，採用512MB GDDR3。GT 140僅預裝於德國Medion（麥迪龍）公司出品的桌上型整機中，顯示卡由微星科技製造。
  - GeForce GTS150 - GeForce 9800 GTX+的更名產品，採用55nm的G92核心。後期走入零售市場，並更名為GeForce GTS 250，由於兩者的裝置識別碼（Device ID）皆為0615，所以在後期的驅動程式中GTS 150會顯示為GTS 250。它有128個流處理器。標準版本的顯示核心頻率是738MHz，顯示記憶體頻率是2000MHz，頻寬是256位，採用1GB GDDR3。GTS 150預裝於戴爾、宏碁等品牌的桌上型整機中，顯示卡由柏能科技製造。

- 行動平臺
  - GeForce G102M - GeForce 8400M GS的更名產品。
  - GeForce G103M - GeForce 9200M GS的更名產品。
  - GeForce G105M - GeForce 9300M G的更名產品。
  - GeForce G107M - GeForce 9300M GS的更名產品。
  - GeForce G110M - GeForce 9400M G的更名產品。
  - GeForce GT120M - GeForce 9500M GT的更名產品。
  - GeForce GT130M - GeForce 9600M GT的更名產品。
  - GeForce GTS150M - GeForce 9800M GS的更名產品。
  - GeForce GTS160M - GeForce 9800M GTS的更名產品。